# Tytroca dispar
Tytroca dispar is een vlinder uit de familie spinneruilen (Erebidae). De wetenschappelijke naam is voor het eerst geldig gepubliceerd in 1904 door Püngeler.
De soort komt voor in tropisch Afrika.